# 森脇直樹
森脇 直樹（もりわき なおき、嘉永3年11月6日（1850年12月9日） - 明治22年（1889年）7月29日）は土佐勤王党同志、迅衝隊士、自由民権運動家、実業家。別名：森脇唯二郎（唯次郎）、森脇惟一。

## 来歴
森脇直道の二男として生まれる。立志社創立発起人。明治10年（1877年）愛国社再興取調委員、翌年の愛国社再興大会に参加、引き続き大阪に駐在して愛国社の事務を担当した。明治12年（1879年）愛国社第三回大会の決定を受け国会開設運動拡張のため、九州を遊説。明治13年（1880年）から発行された愛国社機関紙「愛国志林」の編集・庶務に携わった。同年国会期成同盟結成大会に参加、「国会を開設する弁可を上願する書」には稲荷新地、広岡町、小高坂村200名の総代として名を連ねた。さらに自由党結成同盟約にも参画。明治14年（1881年）高知に帰り立志社遊説員（乙組）、修立社社長、立志社憲法草稿審査委員を務め、翌年には海南自由党創立委員に選出された。 その後、活動の場を再び県外に移し、自由党常議員、大阪セメント会社社長に就任した。明治22年（1889年）7月29日、大阪で病没。40歳。墓は高知市筆山。